# Juan 8

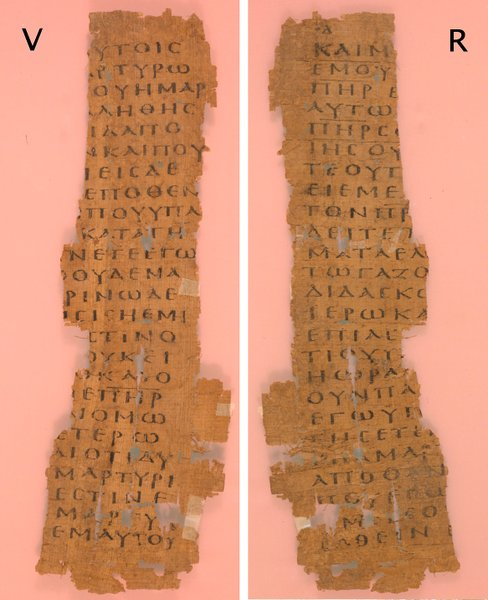
Juan 8:14-22 en el Papiro 39 del siglo III

Juan 8 es el octavo capítulo del Evangelio de Juan del Nuevo Testamento de la Biblia cristiana.  Continúa el relato del debate de Jesús con los fariseos después de la Fiesta de los Tabernáculos, que comenzó en el capítulo anterior.
Los versículos 1-11, junto con Juan 7:53, forman una perícopa que falta en algunos manuscritos griegos antiguos. En el versículo 12, Jesús se describe a sí mismo como "la Luz del Mundo" y el Versículo 32 contiene la conocida enseñanza "conoceréis la verdad, y la verdad os hará libres". En los Versículos 56-58, Jesús afirma haber preexistido o (según las interpretaciones del antitrinitarismo) haber sido predestinado, antes que Abraham. En verdad, en verdad os digo: Antes de que Abraham existiera, yo soy.

## Texto
El texto original fue escrito en griego koiné. Este capítulo está dividido en 59 Versículos. Algunos manuscritos tempranos que contienen el texto de este capítulo (pero véase a continuación en relación con los Versículos 1-11) son: 
- Papiro 75 (175-225 d.C.)
- Papiro 66 (c. 200).
- Codex Vaticanus (325-350)
- Codex Sinaiticus (330-360)
- Codex Bezae (c. 400)
- Codex Alexandrinus (400-440)
- Codex Ephraemi Rescriptus (c. 450; existen los Versículos 35-59)

### Versículo 1

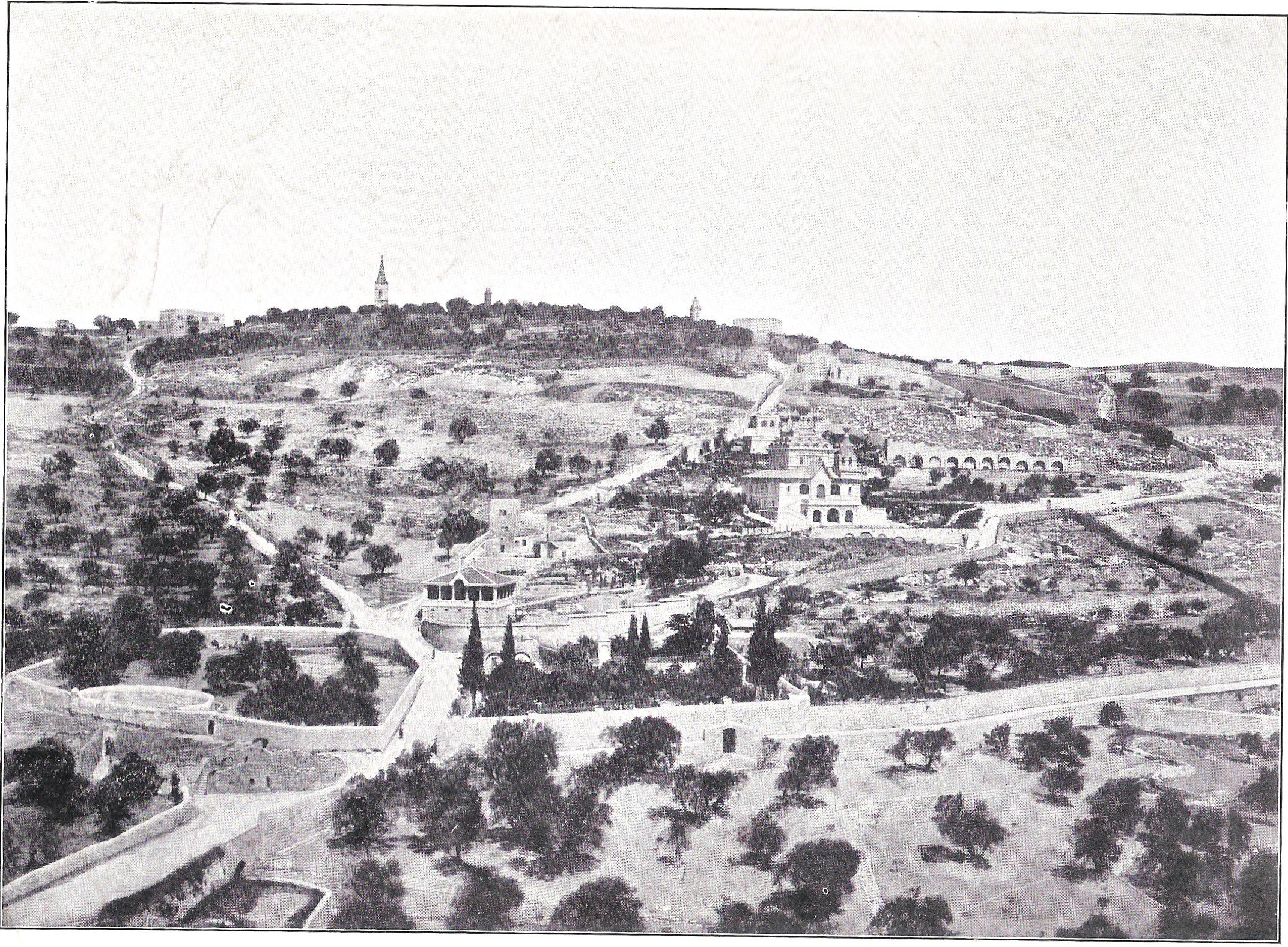
Monte de los Olivos, visto hacia el este desde Jerusalén (c. 1899)